# João Batista Faria
João Batista Faria, conosciuto come Cabrita (Nova Friburgo, 24 giugno 1946 – 20 aprile 2008), è stato un calciatore brasiliano, di ruolo difensore.

## Biografia
Lasciato il calcio, investe i suoi guadagni acquistando proprietà e case nei dintorni di Nova Friburgo. Cade però in rovina vittima del vizio del gioco d'azzardo: inoltre abusa anche del fumo e soprattutto dell'alcol. Per via dei suoi vizi morirà nel 2008 a causa della cirrosi epatica.

## Caratteristiche tecniche
Di ruolo terzino, Cabrita era molto abile tecnicamente nel controllo di palla e preferiva uscire dall'area di gioco e impostare il gioco, invece semplicemente di respingere fuori area. 

## Carriera
Di ruolo terzino, Cabrita inizia a giocare nel Friburgo, squadra della sua città natale Nova Friburgo, dove viene notato da uno scout del Bangu che lo porta nel 1966 lo porta al club Alvirrubro.
Con il Bangu vince il Campionato Carioca 1966 ed il Torneio Início do Rio de Janeiro 1964.
Nell'estate 1967 con il Bangu disputò il campionato nordamericano organizzato dalla United Soccer Association: accadde infatti che tale campionato fu disputato da formazioni europee e sudamericane per conto delle franchigie ufficialmente iscritte al campionato, che per ragioni di tempo non avevano potuto allestire le proprie squadre. Il Bangu rappresentò gli Houston Stars, che concluse la Western Division al quarto posto finale.
Nel maggio 1968 viene ceduto all'Atlético Mineiro, rimanendovi sino al termine dell'anno e con cui raggiunge la finale del Campionato Mineiro 1968, persa contro il Cruzeiro.
Ritornato al Bangu nel 1969, vi rimane sino all'agosto 1972, quando venne prestato all'America-RJ che poi lo acquisì a titolo definitivo. Con i Rubro ha vinto la Taça Guanabara 1974.
Termina l'esperienza con l'America al termine del 1974, per tornare nel 1976 nella città natale Nova Friburgo in forza al Fluminense Nova Friburgo, ove chiuderà la carriera agonistica nel 1981.

## Palmarès

### Competizioni statali
- Torneio Início do Rio de Janeiro: 1

Bangu: 1964
- Campionato Carioca: 1

Bangu: 1966
- Taça Guanabara: 1

America: 1974